# All'ombra di una colt
All'ombra di una colt è un film del 1965, diretto da Giovanni Grimaldi.

## Trama
Duke Buchanan, anziano pistolero vede di cattivo occhio l'amore tra la figlia Susan e il ragazzo Steve Blaine. Quest'ultimo però decide di seppellire le pistole e diventare agricoltore. Acquistata una fattoria è costretto ad impugnare le armi per fronteggiare due malfattori, cioè Buck e Jackson. L'arrivo di Duke rimette le cose a posto.